# Zesh Rehman
Zeshan "Zesh" Rehman (Birmingham, 14 de outubro de 1983) é um ex-futebolista paquistanês de origem inglesa que atuou como zagueiro. Atualmente é auxiliar técnico do Portsmouth FC.

## Carreira
Descoberto por um olheiro aos 12 anos de idade, Rehman ingressou nas categorias de base do Fulham, passando pelos juniores e também pela equipe reserva dos Cottagers até 2003, quando assinou o primeiro contrato profissional. Sua estreia foi em setembro de 2003, na derrota por 1 a 0 para o Wigan, e 6 dias depois foi emprestado ao Brighton & Hove Albion.
Reintegrado ao time principal do Fulham em 2004, disputou seu primeiro jogo na Premier League, contra o Liverpool, substituindo Bobby Petta no último minuto. A partida terminou sem gols. Pelo clube londrino, Rehman atuou em 30 jogos e fez um gol. Vestiu também as camisas de Norwich City, Queens Park Rangers, Brighton & Hove Albion, Blackpool e Bradford City até 2010, quando mudou-se para a Tailândia para defender o Muangthong United em 34 partidas.
O zagueiro ainda jogou por Kitchee, Pahang, Gillingham e Southern District.

## Carreira internacional
Nascido em Birmingham, Rehman chegou a disputar jogos pelas seleções de base da Inglaterra, porém a falta de oportunidades no Fulham inviabilizou uma possível convocação para o English Team.
Em 2005, tornou-se apto a defender a Seleção Paquistanesa devido às origens que possui (seu pai nasceu no país asiático). A estreia pelos Pak Shaheen foi na vitória por 1 a 0 sobre o Sri Lanka pela Copa da SAFF do mesmo ano. Com 25 jogos disputados e um gol, Rehman é o atual capitão da Seleção Paquistanesa

## Títulos
Kitchee SC
- Copa FA de Hong Kong: 1 (2012–13)

Pahang FA
- Copa da Malásia: 1 (2014)
- Copa FA da Malásia: 1 (2014)
- Supercopa da Malásia: 1 (2014)